# Galassia Leo II
Leo II (o Leo B) è una galassia nana sferoidale del gruppo locale, parte del sottogruppo della Via Lattea, nella costellazione del Leone.
Leo II dista circa 701.000 anni luce dalla Terra, e ha un diametro di circa 4.200 anni luce.
È stata scoperta nel 1950 da Robert G. Harrington e Albert George Wilson, dall'Osservatorio di Monte Wilson e dall'Osservatorio Palomar in California.